# ESPN Classic
ESPN Classic fue un canal de televisión estadounidense deportivo, propiedad de ESPN Inc., que ofrecía retransmisiones de acontecimientos deportivos famosos, deportes documentales, deportes y películas de temática. Estos programas incluyen biografías de famosas figuras del deporte o de una repetición de una famosa serie Mundial o el Super Bowl, a menudo con el comentario añadido en el evento. El canal fue lanzado en 1995 bajo el nombre de Classic Sports Network y fue comprado por ESPN en 1997. A partir de finales de 2009, ESPN Classic fue el único miembro restante de la familia de ESPN que no está disponible en alta definición. Cesó sus emisiones el 31 de diciembre de 2021.
Lanzado en 1995, como Classic Sports Network por Brian Bedol y Steve Greenberg, fue comprado y rebautizado por ESPN (80% propiedad de Disney, el 20% de propiedad de Hearst) en 1997.

## Historia
El primer evento en vivo para ser mostrado en ESPN Classic fue la the implosión of the Seattle Kingdome de Seattle en marzo de 2000. Más eventos deportivos en vivo han empezado a aparecer en la red a partir de 2005, que incluyen los de acción ronda del Grand Slam de tenis y juegos de fútbol. Durante el 25º aniversario de ESPN, la red de ESPN Classic debutó en vivo, transmisiones especiales de los juegos Escuela de Baloncesto completa con comentaristas veteranos y gráficos al estilo tradicional. 
Después de fines de 2005, sin embargo, todos los eventos en vivo por ESPN Classic comenzó a utilizar el paquete de gráficos estándar de ESPN, y en todos los gráficos del juego comenzó a utilizar únicamente la marca ESPN en febrero de 2007. Sin embargo, a diferencia de las otras redes de ESPN Classic mantiene una marca "LIVE" para saber que el evento esta en vivo y no un "clásico" del juego. El 14 de enero de 2007, informó ESPN Classic de no crear programación original en vivo, sin embargo, ESPN Classic aún emite eventos deportivos en vivo.